# Stortjärnen (Bodsjö socken, Jämtland, 696024-146975)
Stortjärnen är en sjö i Bräcke kommun i Jämtland och ingår i Ljungans huvudavrinningsområde.